# Liste von Burgen, Schlössern und Festungen im Département Aude
Die Liste von Burgen, Schlössern und Festungen im Département Aude listet bestehende und abgegangene Anlagen im Département Aude auf. Das Département zählt zur Region Okzitanien in Frankreich.

Wappen des Départements Aude (11)
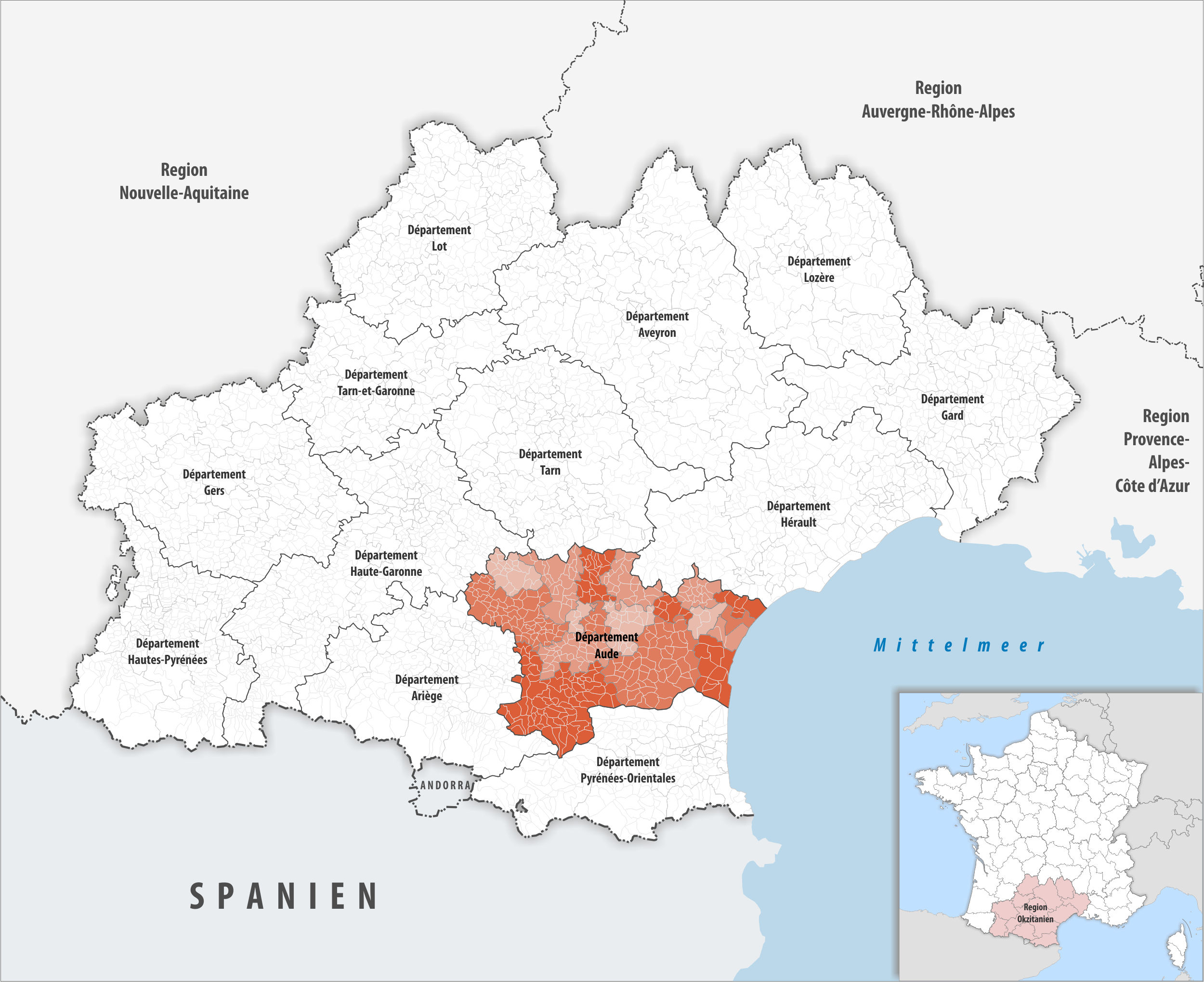
Lage des Départements Aude in der Region Okzitanien
Lage der Region Okzitanien in Frankreich

## Liste
Bestand am 8. Januar 2022: 118
| Name deu / fra                                                          | Gemeinde / Lage                        | Typ (Untertyp)    | Bemerkungen | Bild |
| ----------------------------------------------------------------------- | -------------------------------------- | ----------------- | --- | ---- |
| Burg L’Abbé Château de l'Abbé                                           | Ventenac-Cabardès 43,2662° N, 2,284° O | Burg              | Hauptsächlich der Donjon ist erhalten |      |
| Burg Aguilar Château d'Aguilar                                          | Tuchan 42,890556° N, 2,746944° O       | Burg (Höhenburg)  | Ruine, zählt zu den Katharerburgen |      |
| Burg Aigues-Vives Château d'Aigues-Vives                                | Aigues-Vives                           | Burg              | Ruine |      |
| Schloss Airoux Château d'Airoux                                         | Airoux 43,36278° N, 1,86639° O         | Schloss           | |      |
| Burg Albières Château d'Albières                                        | Albières                               | Burg              | Ruine |      |
| Schloss Aragon Château d'Aragon                                         | Aragon 43,29667° N, 2,31417° O         | Schloss           | |      |
| Burg Argeliers Château d'Argeliers                                      | Argeliers 43,3125° N, 2,91167° O       | Burg              | |      |
| Burg Arques Château d'Arques                                            | Arques 42,953056° N, 2,366944° O       | Burg              | |      |
| Burg Arzens Château d'Arzens                                            | Arzens 43,2° N, 2,20972° O             | Burg              | |      |
| Burg Auriac Château d'Auriac                                            | Auriac 42,932214° N, 2,493649° O       | Burg (Höhenburg)  | Ruine |      |
| Burg Axat Château d'Axat                                                | Axat 42,804842° N, 2,236328° O         | Burg              | Ruine |      |
| Burg Baraigne Château de Baraigne                                       | Baraigne 43,3301° N, 1,821° O          | Burg              | |      |
| Turm Barberousse Tour Barberousse                                       | Gruissan                               | Burg (Turm)       | Ruine |      |
| Schloss La Barthe Château de la Barthe                                  | Belflou                                | Schloss           | |      |
| Burg Belcastel Château de Belcastel                                     | Belcastel-et-Buc                       | Burg              | Ruine |      |
| Burg Belflou Château de Belflou                                         | Belflou                                | Burg              | |      |
| Schloss Belvianes Château de Belvianes                                  | Belvianes-et-Cavirac                   | Schloss           | |      |
| Burg der Bischöfe von Alet Château des évêques d'Alet                   | Cournanel                              | Burg              | Ruine |      |
| Burg Blanchefort Château de Blanchefort                                 | Rennes-les-Bains                       | Burg              | Ruine |      |
| Burg Bouilhonnac Château de Bouilhonnac                                 | Bouilhonnac                            | Burg              | Ruine |      |
| Schloss Bouisse Château de Bouisse                                      | Bouisse                                | Schloss           | |      |
| Burg Bugarach Château de Bugarach                                       | Bugarach                               | Burg              | Ruine |      |
| Schloss Cahuzac Château de Cahuzac                                      | Cahuzac                                | Schloss           | |      |
| Schloss Camps-sur-l’Agly Château de Camps-sur-l'Agly                    | Camps-sur-l’Agly                       | Schloss           | |      |
| Burg Capendu Château de Capendu                                         | Capendu                                | Burg              | Ruine |      |
| Grafenschloss von Carcassonne Château comtal de Carcassonne             | Carcassonne 43,207261° N, 2,36318° O   | Burg              | Innerhalb der Stadtbefestigung von Carcassonne gelegen |      |
| Stadtbefestigung von Carcassonne Cité de Carcassonne                    | Carcassonne                            | Festung           | Bedeutendste mittelalterliche Festungsanlage im heutigen Frankreich, bereits im 19. Jahrhundert vollständig wiederhergestellt. Die befestigte Stadt war im 13. Jahrhundert ein Zentrum der Katharerbewegung |      |
| Burg Cascastel Château de Cascastel                                     | Cascastel-des-Corbières                | Burg              | |      |
| Schloss Castel d’Ase Château de Castel d'Ase                            | Soulatgé                               | Schloss           | |      |
| Burg Castel Fizel Castel Fizel                                          | Caudiès-de-Fenouillèdes                | Burg              | Ruine |      |
| Schloss Le Castelet des Crozes Château du Castelet des Crozes           | Castelnaudary                          | Schloss           | |      |
| Schloss Castelmaure Château de Castelmaure                              | Embres-et-Castelmaure                  | Schloss           | |      |
| Schloss Castelnaudary Château de Castelnaudary                          | Castelnaudary                          | Schloss           | |      |
| Burg Castelpor Château de Castelpor                                     | Marsa                                  | Burg              | Ruine |      |
| Burg La Caunette Château de la Caunette                                 | Lastours                               | Burg              | |      |
| Schloss Cavanac Château de Cavanac                                      | Cavanac                                | Schloss           | |      |
| Schloss Celeyran Château de Celeyran                                    | Salles-d’Aude                          | Schloss           | |      |
| Schloss Chalabre Château de Chalabre                                    | Chalabre                               | Schloss           | |      |
| Schloss Les Cheminières Château des Cheminières                         | Castelnaudary                          | Schloss           | |      |
| Burg Citou Château de Citou                                             | Citou                                  | Burg              | Ruine |      |
| Burg Clermont-sur-Lauquet Château de Clermont-sur-Lauquet               | Clermont-sur-Lauquet                   | Burg              | Ruine |      |
| Schloss Couffoulens Château de Couffoulens                              | Couffoulens                            | Schloss           | |      |
| Burg Coustaussa Château de Coustaussa                                   | Coustaussa                             | Burg              | Ruine |      |
| Burg Cucugnan Château de Cucugnan                                       | Cucugnan                               | Burg              | Ruine |      |
| Schloss Domneuve Château de Domneuve                                    | Tuchan                                 | Schloss           | |      |
| Burg Douzens Château de Douzens                                         | Douzens                                | Burg              | |      |
| Burg Durban Château de Durban                                           | Durban-Corbières                       | Burg              | Ruine |      |
| Burg Durfort Château de Durfort                                         | Vignevieille                           | Burg              | Ruine |      |
| Schloss Fa Château de Fa                                                | Fa                                     | Schloss           | |      |
| Turm Fabrezan Tour de Fabrezan                                          | Fabrezan                               | Burg              | Ruine |      |
| Schloss Fendeille Château de Fendeille                                  | Fendeille                              | Schloss           | |      |
| Schloss Ferrals Château de Ferrals                                      | Saint-Papoul                           | Schloss           | |      |
| Burg Fitou Château de Fitou                                             | Fitou                                  | Burg              | Ruine |      |
| Burg Fontjoncouse Château de Fontjoncouse                               | Fontjoncouse                           | Burg              | Ruine |      |
| Burg Fraissé-des-Corbières Château de Fraissé-des-Corbières             | Fraissé-des-Corbières                  | Burg              | |      |
| Burg Gaussan Château de Gaussan                                         | Bizanet                                | Burg              | |      |
| Burg Gesse Château de Gesse                                             | Bessède-de-Sault                       | Burg              | Ruine |      |
| Schloss Gléon Château de Gléon                                          | Villesèque-des-Corbières               | Schloss           | Weingut |      |
| Burg Les Hautpoul Château des Hautpoul                                  | Rennes-le-Château                      | Burg              | |      |
| Schloss der Herzöge von Joyeuse Château des ducs de Joyeuse             | Couiza                                 | Schloss           | |      |
| Schloss Labécède-Lauragais Château de Labécède-Lauragais                | Labécède-Lauragais                     | Schloss           | |      |
| Burg Lafage Château de Lafage                                           | Lafage                                 | Burg              | Ruine |      |
| Burg Lanet Château de Lanet                                             | Lanet                                  | Burg              | |      |
| Burgen von Lastours Châteaux de Lastours                                | Lastours                               | Burg              | Vier Burgruinen, zählen zu den Katharerburgen |      |
| Burg Leuc Château de Leuc                                               | Leuc                                   | Burg              | |      |
| Schloss Malves-en-Minervois Château de Malves-en-Minervois              | Malves-en-Minervois                    | Schloss           | |      |
| Schloss Marquein Château de Marquein                                    | Marquein                               | Schloss           | |      |
| Burg Mas-Cabardès Château de Mas-Cabardès                               | Mas-Cabardès                           | Burg              | Ruine |      |
| Burg Mas-des-Cours Château de Mas-des-Cours                             | Mas-des-Cours                          | Burg              | Ruine |      |
| Schloss Mézerville Château de Mézerville                                | Mézerville                             | Schloss           | |      |
| Burg Miramont Château de Miramont                                       | Barbaira                               | Burg              | Ruine |      |
| Schloss Molleville Château de Molleville                                | Molleville                             | Schloss           | |      |
| Schloss Montazels Château de Montazels                                  | Montazels                              | Schloss           | |      |
| Burg Montbrun Château de Montbrun                                       | Montbrun-des-Corbières                 | Burg              | Ruine |      |
| Schloss Montferrand Château de Montferrand                              | Montferrand                            | Schloss           | |      |
| Burg Montmaur Château de Montmaur                                       | Montmaur                               | Burg              | |      |
| Burg Les Nègre d’Able Château des Nègre d'Able                          | Belvis                                 | Burg              | Ruine |      |
| Burg Niort-de-Sault Château de Niort-de-Sault                           | Niort-de-Sault                         | Burg              | Ruine, zählt zu den Katharerburgen |      |
| Burg Padern Château de Padern                                           | Padern                                 | Burg              | Ruine |      |
| Schloss Paulignan Château de Paulignan                                  | Trausse                                | Schloss           | |      |
| Schloss Payra-sur-l’Hers Château de Payra-sur-l'Hers                    | Payra-sur-l’Hers                       | Schloss           | |      |
| Schloss Pech-Céleyran Saint-Exupéry Château Pech-Céleyran Saint-Exupéry | Salles-d’Aude                          | Schloss           | Weingut |      |
| Schloss Pennautier Château de Pennautier                                | Pennautier                             | Schloss           | |      |
| Burg Peyrepertuse Château de Peyrepertuse                               | Duilhac-sous-Peyrepertuse              | Burg              | Ruine, zählt zu den Katharerburgen |      |
| Burg Pieusse Château de Pieusse                                         | Pieusse                                | Burg              | |      |
| Burg La Pomarède Château de La Pomarède                                 | La Pomarède                            | Burg              | |      |
| Burg Pomas Château de Pomas                                             | Pomas                                  | Burg              | |      |
| Burg Puichéric Château de Puichéric                                     | Puichéric                              | Burg              | |      |
| Burg Puilaurens Château de Puilaurens                                   | Puilaurens                             | Burg              | Ruine, zählt zu den Katharerburgen |      |
| Burg Puivert Château de Puivert                                         | Puivert                                | Burg              | Ruine |      |
| Burg Quéribus Château de Quéribus                                       | Cucugnan                               | Burg              | Ruine, zählt zu den Katharerburgen |      |
| Burg Quillan Château de Quillan                                         | Quillan                                | Burg              | Ruine |      |
| Burg Rieux-Minervois Château de Rieux-Minervois                         | Rieux-Minervois                        | Burg              | |      |
| Schloss Roquecourbe-Minervois Château de Roquecourbe-Minervois          | Roquecourbe-Minervois                  | Schloss           | |      |
| Burg Roquefère Château de Roquefère                                     | Roquefère                              | Burg              | |      |
| Burg Roquelongue Château de Roquelongue                                 | Montséret                              | Burg              | Ruine |      |
| Burg Roquetaillade Château de Roquetaillade                             | Roquetaillade                          | Burg              | |      |
| Burg Sabarda Château de Sabarda                                         | Fenouillet                             | Burg              | Ruine |      |
| Burg Saint-Ferriol Château de Saint-Ferriol                             | Saint-Ferriol                          | Burg              | |      |
| Burg Saint-Martin de Toques Château de Saint-Martin de Toques           | Bizanet                                | Burg              | Ruine |      |
| Schloss Saint-Michel-de-Lanès Château de Saint-Michel-de-Lanès          | Saint-Michel-de-Lanès                  | Schloss           | |      |
| Burg Saint-Pierre Château de Saint-Pierre                               | Fenouillet                             | Burg (und Kirche) | Ruine |      |
| Burg Saint-Pierre-des-Clars Château de Saint-Pierre-des-Clars           | Montredon-des-Corbières                | Burg              | Ruine |      |
| Burg Saissac Château de Saissac                                         | Saissac                                | Burg              | Ruine |      |
| Schloss Sallèles Château de Sallèles                                    | Sallèles-d’Aude                        | Schloss           | |      |
| Schloss Les Saptes Château des Saptes                                   | Conques-sur-Orbiel                     | Schloss           | |      |
| Burg La Serpent Château de La Serpent                                   | La Serpent                             | Burg              | |      |
| Burg Serres Château de Serres                                           | Serres                                 | Burg              | |      |
| Schloss Serviès-en-Val Château de Serviès-en-Val                        | Serviès-en-Val                         | Schloss           | |      |
| Burg Soupex Château de Soupex                                           | Soupex                                 | Burg              | |      |
| Burg Termes Château de Termes                                           | Termes                                 | Burg              | Ruine, zählt zu den Katharerburgen |      |
| Schloss Le Terral Château du Terral                                     | Ouveillan                              | Schloss           | |      |
| Burg Vales Château de Vales                                             | Montmaur                               | Burg              | |      |
| Schloss Villar-en-Val Château de Villar-en-Val                          | Villar-en-Val                          | Schloss           | |      |
| Schloss Villarzel Château de Villarzel                                  | Villarzel-du-Razès                     | Schloss           | |      |
| Schloss Villegly Château de Villegly                                    | Villegly                               | Schloss           | |      |
| Schloss Villemartin Château de Villemartin                              | Gaja-et-Villedieu                      | Schloss           | |      |
| Burg Villerouge-Termenès Château de Villerouge-Termenès                 | Villerouge-Termenès                    | Burg              | Ruine |      |